# 阿爾頓鎮區 (伊利諾伊州麥迪遜縣)
阿爾頓鎮區（英語：Alton Township）是位於美國伊利諾伊州麥迪遜縣的一個行政鎮區。

## 地方資料
根據2010年美國人口普查的數據，阿爾頓鎮區的面積為43.40平方千米，當中陸地面積為40.10平方千米，而水域面積為3.30平方千米。當地共有人口26861人，而人口密度為每平方千米618.92人。